# Арсенюк Олег Олексійович
Олег Олексійович Арсенюк (нар. 21 серпня 1986, м. Черкаси) — український політик, комерційний директор підприємства. Народний депутат України 9-го скликання.

## Життєпис
Закінчив Черкаський національний університет ім. Б. Хмельницького (спеціальність «Економіка підприємства»). Займається підприємницької діяльністю у сфері обслуговування та туристично-оздоровчому напрямку. У студентські роки був помічником керівника приватного підприємства. 

## Громадсько-політична діяльність
Активіст ГО «Асоціація інтелектуальних видів спорту України», ГО «Спортивний клуб «Вулкан», ГО «Суспільна реформа».
У 2015 р. — кандидат у депутати Черкаської міської ради від партії «Опозиційний блок».
Кандидат у народні депутати від партії «Слуга народу» на парламентських виборах 2019 року (виборчий округ № 195, частина Соснівського району м. Черкас, Драбівський, Чигиринський, Чорнобаївський райони). На час виборів: комерційний директор ТОВ «Берег-2007», проживає в м. Черкасах. Безпартійний.
Член Комітету Верховної Ради з питань соціальної політики та захисту прав ветеранів, голова підкомітету з питань соціального захисту громадян, які постраждали внаслідок Чорнобильської катастрофи.
У квітні 2023 став одним з ініціаторів скандального законопроекту №9223[42], що пропонував криминалізувати критику влади в соціальних мережах (поширення "фейків").
22 липня 2025 року голосував за закон 12414, що обмежує Національне антикорупційне бюро України та Спеціалізовану антикорупційну прокуратуру. Цей закон викликає значний резонанс в українському суспільстві.